# Ванденберг, Артур
Артур Хендрик Ванденберг-старший (англ. Arthur Hendrick Vandenberg Sr.; 22 марта 1884 — 18 апреля 1951) — американский политик, сенатор от Мичигана, представитель Республиканской партии. В Конгрессе много занимался вопросами внешней политики, обеспечивая поддержку организаций международного сотрудничества и антикоммунистической внешней политики президента Гарри Трумэна после Второй мировой войны.

## Биография
Ванденберг был редактором газеты «Grand Rapids Herald» с 1906 года, стал активно участвовать в политической жизни Мичигана и в 1928 году стал Сенатором США от этого штата (он будет занимать пост до конца своей жизни). Ванденберг поддерживал консерватизм во внутренней политики и проявлял большой интерес с международным отношениям. Когда на фоне великой депрессии президентом США был избран Франклин Рузвельт, сенатор стал его резким критиком и поддерживал американский изоляционизм во внешней политике. Однако после нападения Японии на Перл-Харбор 7 декабря 1941 года он стал пересматривать свои взгляды и к концу войны пришёл к выводу, что США должны принять активное участие в работе эффективной международной организации. Сенатор высказал своё мнение в своей знаменитой речи в Сенате в январе 1945 и поддержал республиканцев-сторонников ООН. Позже Рузвельт назначил Ванденберга в состав американской делегации на конференции в Сан-Франциско.
Ванденберг был председателем сенатского комитета по международным отношениям с 1946 по 1948 год и способствовал поддержке Конгрессом доктрины Трумэна, плана Маршалла и создания НАТО с целью предотвращения распространения коммунизма в Европе. 
В 2000 году Сенат проголосовал за включение портрета Ванденберга в избранную коллекцию в приемной законодательного органа.